# Bodkovci
Bodkovci so naselje v Občini Juršinci.